# Meri (Kutasari)
Meri is een bestuurslaag in het regentschap Purbalingga van de provincie Midden-Java, Indonesië. Meri telt 3281 inwoners (volkstelling 2010).